# Бенікасім
Бенікасім (валенс. Benicàssim, ісп. Benicasim, офіційна назва Benicàssim/Benicasim) — муніципалітет в Іспанії, у складі автономної спільноти Валенсія, у провінції Кастельйон. Населення — 18 206 осіб (2010).

## Географія
Муніципалітет розташований на відстані близько 320 км на схід від Мадрида, 11 км на північний схід від міста Кастельйон-де-ла-Плана.
На території муніципалітету розташовані такі населені пункти: (дані про населення за 2010 рік)
- Бенікасім: 5726 осіб
- Куадро-Сантьяго: 858 осіб
- Десьєрто-де-лас-Пальмас: 21 особа
- Мас-делс-Фрарес: 7651 особа
- Монтемоліно: 154 особи
- Ель-Паласьєт: 35 осіб
- Лас-Вільяс: 2443 особи
- Вольтанс-де-Монторнес: 1318 осіб

## Демографія
Динаміка населення (INE ):